# Michael Whatley
Michael Whatley (né en 1968 ou 1969) est un homme politique et avocat américain qui préside le Comité national républicain depuis mars 2024. Avant cela, il a été président du Parti républicain de Caroline du Nord pendant cinq ans.

## Biographie

### Études
Michael Whatley est originaire du comté de Watauga, en Caroline du Nord. Il est diplômé de l'université de Caroline du Nord à Charlotte, où il a obtenu une licence en histoire, puis de l'université Wake Forest, où il a décroché un master en religion avec une dissertation intitulée : « Le cardinal de Richelieu : Le secret est la première nécessité dans les affaires d'État ».[réf. nécessaire]
En 1997, il obtient un doctorat en droit ainsi qu'un master en théologie à l'université de Notre Dame.
Whatley commence sa carrière politique au sein du Parti républicain en tant que bénévole lors de la campagne de réélection du sénateur américain Jesse Helms en 1984, alors qu'il était en seconde année au lycée Watauga.